# 후쿠시 세이지
후쿠시 세이지(일본어: 福士 誠治, 1983년 6월 3일 ~ )는 일본의 배우이다.
카나가와 현 출신. OWLM 소속.

## 내력
2001년, 텔레비전 CM으로 데뷔.
2002년, 후지 TV 드라마 《롱 러브 레터~표류 교실~》로 드라마 데뷔.
2004년, 드라마 《19borders》로 첫 주연.

## 출연

### 드라마
- 롱 러브 레터~표류 교실~ (2002년 1월 ~ 3월, 후지 TV) - 타츠미 히로토 역
- 19borders (2004년, 더 워크스) - 주연·치노 사토루 역
- 정조 문답 (2005년 10월 ~ 12월, TBS) - 스기야마 역
- 순정 반짝 (2006년 4월 ~ 9월, NHK) - 마츠이 타츠히코 역
- 노다메 칸타빌레 제6 ~ 최종화 (2006년 11월 ~ 12월, 후지 TV) - 쿠로키 야스노리 역
- 바람의 끝 (2007년 10월 ~ 12월, NHK) - 우에무라 하야타(청춘 시절) 역
- 노다메 칸타빌레 in 유럽 (2008년 1월 4일 ~ 5일, 후지 TV) - 쿠로키 야스노리 역
- 남자다운 남자! (2008년 4월 ~ 7월, NHK) - 주연·토도 이츠마 역
- 이노센트 러브 (2008년 10월 ~ 12월, 후지 TV) - 아키야마 요지 역
- 필살 사업인 2009 (2009년 1월 4일, 아사히 방송·TV 아사히) - 오오카와라 덴시치 역
- 육아 플레이 (2009년 4월 ~ 6월, MBS) - 토도로키 켄 역
- 남자다운 남자! 2 (2009년 9월 ~ 12월, NHK) - 주연·토도 이츠마 역
- 소중한 것은 전부 네가 가르쳐 주었어 제7 ~ 8화 (2011년 2월 28일 ~ 3월 7일, 후지 TV) - 야마시타 유고 역
- 팀 바티스타 3 아리아드네의 탄환 (2011년 7월 ~ 9월, 칸사이 TV·후지 TV) - 우사미 소이치 역
- 괴도 로얄 (2011년 10월 ~ 12월, TBS) - 키시하라 타이가 역
- 수수께끼 풀이는 저녁식사 후에 제8화 (2011년 12월 6일, 후지 TV) - 소메다 마츠고로 역
- 오늘은 만사 대길하게 (2012년 1월 ~ 3월, NHK) - 소마 에이치 역
- 반장~경시청 아즈미반~ 시리즈 5 (2012년 4월 ~ 6월, TBS) - 코이케 타츠야 역
- 결혼 동창회~SEASIDE LOVE~ (2012년 7월 ~ 8월, 후지 TV TWO) - 혼다 류세이 역
- 닥터-X~외과의·다이몬 미치코~ 제5화 (2012년 11월 22일, TV 아사히) - 키시다 타쿠야 역
- 반장~경시청 아즈미반~ 시리즈 6 (2013년 1월 ~ 3월, TBS) - 코이케 타츠야 역
- SUMMER NUDE 제1화 (2013년 7월 8일, 후지 TV) - 후루야마 코타 역
- 도쿄 토이 박스 (2013년 10월 ~ 12월, TV 도쿄) - 센스이 이즈루 역
- 대도쿄 토이 박스 (2014년 1월 ~ 3월, TV 도쿄) - 센스이 이즈루 역
- 어젯밤의 카레, 내일의 빵 (2014년 10월 ~ 11월, NHK BS 프리미엄) - 사카이 군 역
- 도보 7분 (2015년 1월 ~ 2월, NHK BS 프리미엄)
- 여자 구애의 밥 제1화 (2015년 1월 25일, MBS) - 후지사키 슈지 역
- 쿠로하~기수의 여성 수사관 (2015년 2월 22일, TV 아사히) - 사토 나오 역
- 카사네 제1화 (2015년 3월 3일, TV 도쿄)
- 만마코토~마노스케 재정장부~ (2015년 7월 ~ 9월, NHK) - 주연·타카하시 아사노스케 역
- 언젠가 이 사랑을 떠올리면 분명 울어버릴 것 같아 (2016년 1월 ~ 3월, 후지 TV) - 이부키 카즈마 역
- 우레로☆무한대 소녀 제6화 (2016년 2월 12일, TV 도쿄)
- 마카나이소 (2016년 4월 ~ 6월, 나고야 TV·TV 카나가와) - 카미야마 역
- 닥터 조사반~의료 사고의 어둠을 파헤치자~ 제1화 (2016년 4월 22일, TV 도쿄) - 미즈카와 료이치 역
- 에이코 교수의 사건부 (2016년 5월 21일, TV 아사히) - 마키하라 타이치 역
- OL입니다만, 캬바죠 시작했습니다 (2016년 6월 ~ 7월, MBS) - 오다 역
- 소녀가 보는 꿈 (2016년 7월 3일, TV 아사히) - 사쿠무라 슈 역
- 협반~남자의 밥~ 제8화 (2016년 9월 9일, TV 도쿄) - 아타미 시로 역
- 추신구라의 사랑~48번째 충신~ (2016년 9월 ~ 2017년 2월, NHK) - 이소가이 쥬로자에몬 역

### 영화
- 3on3 (2003년) - 미소년 J 역
- 칠석의 여름 (2004년) - 타지마 준이치 역
- 스윙 걸즈 (2004년) - 이노우에 역
- SHOWER (2004년) - 히로시 역
- 아인슈타인 걸 (2005년) - 오오츠 역
- 터치 (2005년) - 닛타 아키오 역
- 평생? 소원 (2005년) - 코야마 고로 역
- 시부야 괴담 THE 리얼 도시전설 〈리얼한 유령의 집〉 (2006년) - 키타가와 진 역
- 감독·만세! (2007년)
- 와루보로 (2007년) - 얏코 역
- ALWAYS 속·3번가의 석양 (2007년) - 우시지마 역
- 너의 친구들 (2008년) - 저널리스트 나카하라 역
- 가슴 배구단 (2009년) - 전 남친 히구치 역
- 군청 사랑이 물든 바다색 (2009년) - 히가 다이스케 역
- 여자 아이 이야기 (2009년) - 신참 편집자·자이젠 역
- 노다메 칸타빌레 최종악장 전편/후편 (2009년/2010년) - 쿠로키 야스노리 역
- 손바닥 소설 제3화 〈일본인 안나〉 (2010년) - 주연·나 역
- 도쿄 섬 (2010년) - GM/유타카/모리 군사 역
- 태양의 유산 (2011년) - 코이즈미 중위 역
- 스위치를 누를 때 (2011년) - 사카모토 역
- R-18 문학상 vol.1 〈자승자박의 나〉 (2013년) - 도시락 가게 점원 역
- 리큐에게 물어라 (2013년) - 이시다 미츠나리 역
- 도쿄 난민 (2014년) - 경관 역
- L♥DK (2014년) - 쿠가야마 소쥬 역
- THE NEXT GENERATION -PATLABOR- (2014년) - 시오바라 유마 역
- FOUJITA (2015년)
- 나만이 없는 거리 (2016년) - 코바야시 켄야 역
- 얼룩말 (2016년) - 아미카와 코지 역
- 진진~하다노 편~ (2017년) - 야마시타 테츠오 역